# نايف عسيري
نايف عسيري مواليد 18 فبراير 2001 في جدة ، السعودية، هو لاعب كرة قدم سعودي يلعب لنادي اللواء معار من نادي الاتحاد.

## مسيرة اللاعب
لعب في نادي الاتحاد ونادي الشعلة ونادي اللواء.